# アイヴァン・メンジバー
アイヴァン・メンジバー（Ivan Menjivar、1982年5月30日 - ）は、エルサルバドルの総合格闘家。ラ・パス県出身。カナダ・ケベック州モントリオール在住。トリスタージム所属。
ジャーマン・スープレックスやパワーボムなどの豪快な投げ技を繰り出すことから、「爆裂投げ技小僧」というニックネームを持つ。

## 来歴
エルサルバドルで生まれ、10歳でカナダに移住。ムエタイ、レスリング、柔術を学び、18歳でプロデビュー。また17歳から19歳までカナダのプロレス団体でプロレスラーとして活動していた。
2001年1月27日、UCC（現TKO）でプロ総合格闘技デビュー。
2002年1月25日、UCC 7でジョルジュ・サンピエールのデビュー戦の相手を務めたが、TKO負け。
2002年9月17日、UCCハワイ大会でジェイ・R・パーマーと対戦。ジャーマン・スープレックスで失神KO勝ち。
2003年7月19日、AFCでビトー・"シャオリン"・ヒベイロと対戦し、判定負け。
2004年6月19日、UFC初参戦となったUFC 48でマット・セラと対戦し、判定負け。
2005年7月31日、初参戦となったパンクラスで志田幹と対戦。ジャーマン・スープレックスを繰り出すなどし、判定勝ち。
2006年1月28日、TKO 24でユライア・フェイバーと対戦し、2R反則で失格負け。
2006年5月3日、HERO'Sミドル級（-70kg）トーナメント1回戦で中原太陽と対戦し、判定勝ち。
2006年8月5日、HERO'Sミドル級トーナメント準々決勝で所英男と対戦。寝技で攻める所の攻撃をオモプラッタなどを駆使しすべてかわし、パワーボムやパウンド、バックからのチョークスリーパーなどで所を攻め続けて判定勝ち。
2006年10月9日、HERO'Sミドル級トーナメント準決勝で宇野薫と対戦。一進一退の闘いを繰り広げるも判定負け。11月2日、IFLでバート・パラゼウスキーと対戦し、1-2の判定負けを喫した。
2010年6月19日、3年7か月ぶりの復帰戦でアーロン・ミラーに三角絞めで一本勝ち。12月16日、WEC最終興行WEC 53でブラッド・ピケットと対戦し、0-3の判定負けを喫した。

### UFC
2011年4月30日、6年10か月ぶりのUFC参戦となったUFC 129でチャーリー・ヴァレンシアと対戦し、パウンドでTKO勝ちを収めた。
2012年2月15日、UFC on Fuel TV 1でジョン・アルバートと対戦し、リアネイキドチョークで一本勝ち。サブミッション・オブ・ザ・ナイトを受賞した。
2013年2月23日、UFC 157でバンタム級ランキング2位のユライア・フェイバーと対戦し、リアネイキドチョークで一本負けを喫した。
2014年3月1日、UFC Fight Night: Kim vs. Hathawayで日沖発と対戦し、判定負け。3連敗となりUFCからリリースされた。

## 人物・エピソード
- 普段は靴工場で働きながら（2011年現在はカナダの空港で働いている）、ファイターとしての活動をしている。また試合中は裸眼だが、普段は眼鏡を着用している。

## 戦績

### 総合格闘技
| 総合格闘技 戦績 | 総合格闘技 戦績 | 総合格闘技 戦績 | 総合格闘技 戦績 | 総合格闘技 戦績 | 総合格闘技 戦績 | 総合格闘技 戦績 |
| --------------- | --------------- | --------------- | --------------- | --------------- | --------------- | --------------- |
| 37 試合         | (T)KO           | 一本            | 判定            | その他          | 引き分け        | 無効試合        |
| 25 勝           | 9               | 10              | 6               | 0               | 0               | 0               |
| 12 敗           | 1               | 2               | 8               | 1               | 0               | 0               |

| 勝敗 | 対戦相手                       | 試合結果                         | 大会名                                                                                                  | 開催年月日     |
| ×    | 日沖発                         | 5分3R終了 判定0-3                | UFC Fight Night: Kim vs. Hathaway                                                                       | 2014年3月1日   |
| ×    | ウィルソン・ヘイス             | 5分3R終了 判定0-3                | UFC 165: Jones vs. Gustafsson                                                                           | 2013年9月21日  |
| ×    | ユライア・フェイバー           | 1R 4:34 リアネイキドチョーク     | UFC 157: Rousey vs. Carmouche                                                                           | 2013年2月23日  |
| ○    | アザマット・ガシモフ           | 1R 2:44 腕ひしぎ十字固め         | UFC 154: St-Pierre vs. Condit                                                                           | 2012年11月17日 |
| ×    | マイク・イーストン             | 5分3R終了 判定0-3                | UFC 148: Silva vs. Sonnen 2                                                                             | 2012年7月7日   |
| ○    | ジョン・アルバート             | 1R 3:45 リアネイキドチョーク     | UFC on Fuel TV 1: Sanchez vs. Ellenberger                                                               | 2012年2月15日  |
| ○    | ニック・ペース                 | 5分3R終了 判定3-0                | UFC 133: Evans vs. Ortiz                                                                                | 2011年8月6日   |
| ○    | チャーリー・ヴァレンシア       | 1R 1:30 TKO（肘打ち→パウンド）   | UFC 129: St-Pierre vs. Shields                                                                          | 2011年4月30日  |
| ×    | ブラッド・ピケット             | 5分3R終了 判定0-3                | WEC 53: Henderson vs. Pettis                                                                            | 2010年12月16日 |
| ○    | アーロン・ミラー               | 1R 2:25 三角絞め                 | W-1 MMA 5: Judgment Day                                                                                 | 2010年6月19日  |
| ×    | バート・パラゼウスキー         | 4分3R終了 判定1-2                | IFL: World Championship Semifinals                                                                      | 2006年11月2日  |
| ×    | 宇野薫                         | 5分2R終了 判定0-3                | HERO'S 2006 ミドル&ライトヘビー級世界最強王者決定トーナメント決勝戦 【ミドル級トーナメント 準決勝】     | 2006年10月9日  |
| ○    | 所英男                         | 5分2R終了 判定2-0                | HERO'S 2006 ミドル&ライトヘビー級世界最強王者決定トーナメント準々決勝 【ミドル級トーナメント 準々決勝】 | 2006年8月5日   |
| ○    | ジャスティン・タヴァーニニ     | 1R 三角絞め                      | UCW 4                                                                                                   | 2006年5月27日  |
| ○    | 中原太陽                       | 5分2R終了 判定3-0                | HERO'S 2006 ミドル級世界最強王者決定トーナメント開幕戦 【ミドル級トーナメント 1回戦】                   | 2006年5月3日   |
| ×    | ユライア・フェイバー           | 2R 2:02 失格（グラウンドの蹴り） | TKO 24: Eruption                                                                                        | 2006年1月28日  |
| ○    | ジョー・ローゾン               | 1R 3:39 カーフスライサー         | APEX: Undisputed                                                                                        | 2005年9月3日   |
| ○    | 志田幹                         | 5分3R終了 判定3-0                | PANCRASE 2005 SPIRAL TOUR                                                                               | 2005年7月31日  |
| ○    | ブランドン・カールソン         | 1R 0:45 チョークスリーパー       | KOTC: Edmonton                                                                                          | 2005年4月16日  |
| ○    | ライアン・アッカーマン         | 2R 2:02 TKO（パンチ連打）        | APEX: Genesis                                                                                           | 2004年9月5日   |
| ×    | マット・セラ                   | 5分3R終了 判定0-3                | UFC 48: Payback                                                                                         | 2004年6月19日  |
| ○    | マイク・フレンチ               | 1R 0:40 腕ひしぎ十字固め         | Ultimate Generation Combat 6                                                                            | 2003年12月20日 |
| ○    | アントワーヌ・クテュ           | 1R TKO                           | Ultimate Generation Combat 5                                                                            | 2003年10月18日 |
| ×    | ビトー・"シャオリン"・ヒベイロ | 5分3R終了 判定0-3                | Absolute Fighting Championships 4                                                                       | 2003年7月19日  |
| ○    | ブランドン・シューイ           | 1R 0:38 膝十字固め               | WFF 4: Civil War                                                                                        | 2003年4月4日   |
| ○    | マックス・マリン               | 1R 4:12 TKO                      | MFC: Unplugged 1                                                                                        | 2002年11月29日 |
| ○    | アンディ・ソシアル             | 1R 0:20 腕ひしぎ十字固め         | UCC Proving Ground 8                                                                                    | 2002年11月3日  |
| ○    | シェイン・ライス               | 1R 1:58 TKO（パンチ連打）        | UCC 11: The Next Level                                                                                  | 2002年10月11日 |
| ○    | ジェイ・R・パーマー            | 1R 1:03 KO（スープレックス）     | UCC Hawaii: Eruption in Hawaii                                                                          | 2002年9月17日  |
| ○    | ジェフ・カラン                 | 5分3R終了 判定3-0                | UCC 10: Battle for the Belts 2002                                                                       | 2002年6月15日  |
| ×    | ジェイソン・ブラック           | 1R 3:33 フロントチョーク         | UCC 8: Fast and Furious                                                                                 | 2002年3月30日  |
| ○    | アンディ・ラロンド             | 1R 1:00 TKO（パンチ連打）        | UCC Proving Ground 4                                                                                    | 2002年3月9日   |
| ×    | ジョルジュ・サンピエール       | 1R 4:50 TKO（パンチ連打）        | UCC 7: Bad Boyz                                                                                         | 2002年1月25日  |
| ○    | ダニー・ウォード               | 1R 1:05 TKO（パンチ連打）        | UCC Proving Ground 2                                                                                    | 2001年12月16日 |
| ○    | フランソワ・フリボット         | 1R 1:24 チョークスリーパー       | UCC Proving Ground 1                                                                                    | 2001年10月28日 |
| ○    | JF・ボルデュック               | 10分1R終了 判定2-1               | UCC 4: Return of the Super Strikers                                                                     | 2001年5月12日  |
| ○    | デビッド・ギギ                 | 1R 7:54 TKO（パンチ連打）        | UCC 3: Battle for the Belts                                                                             | 2001年1月27日  |

### プロボクシング
- 5戦2勝（1KO）2敗1分

## 表彰
- ブラジリアン柔術 黒帯
- UFC サブミッション・オブ・ザ・ナイト（2回）
- SHERDOG ラウンド・オブ・ザ・イヤー（2012年）